# Forêt classée de Pinselly
La forêt classée de Pinselly est une aire protégée située dans la préfecture de Mamou, au sud-est des hauts plateaux du Fouta Djallon en république de Guinée. 

## Situation géographique
La ville la plus proche est Ouré-Kaba.

## Caractéristiques
La zone protégée est caractérisée par des forêts de montagne sèches, des plaques de savane à hautes herbes et une végétation dense à feuilles persistantes avec des arbres géants dans les vallées humides. C'est une maison pour les éléphants de forêt, les hippopotames et une grande diversité de primates et d'ongulés . Les espèces signalées sont entre autres le singe Diana, le singe patas, le babouin olive, le bongo occidental, le bushbuck et le céphalophe à flancs rouges . En fait, il y a une forte densité de chimpanzés occidentaux en voie de disparition, et cette zone est un bastion pour l'espèce, avec la forêt classée de soja à proximité. La forêt classée de Pinselly a un bon potentiel de tourisme faunique, en raison de sa relative proximité avec Conakry (300 km). La forêt est accessible en 7 heures depuis la capitale en voiture de ville.

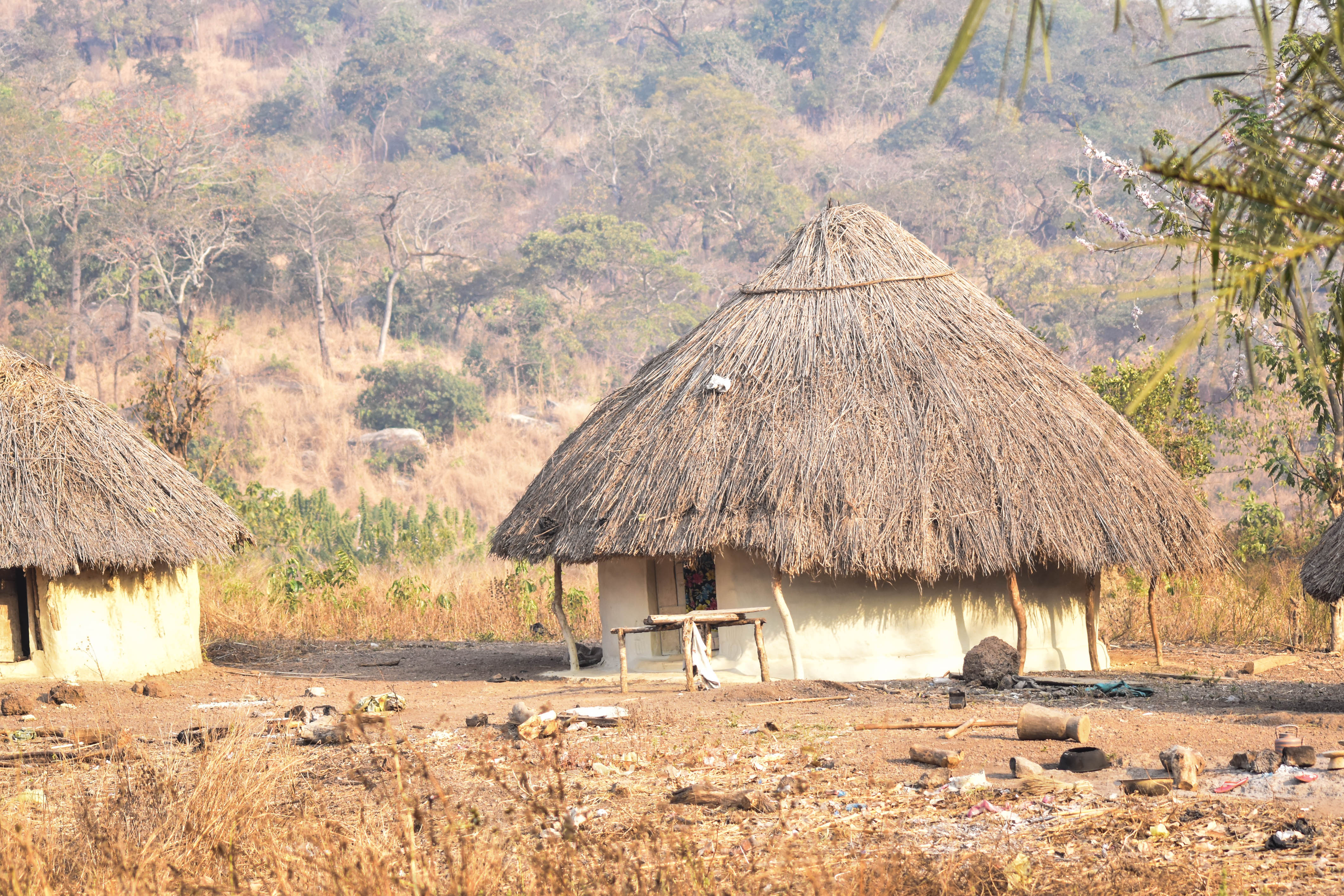
Une maison tribale traditionnelle à la lisière de la forêt protégée
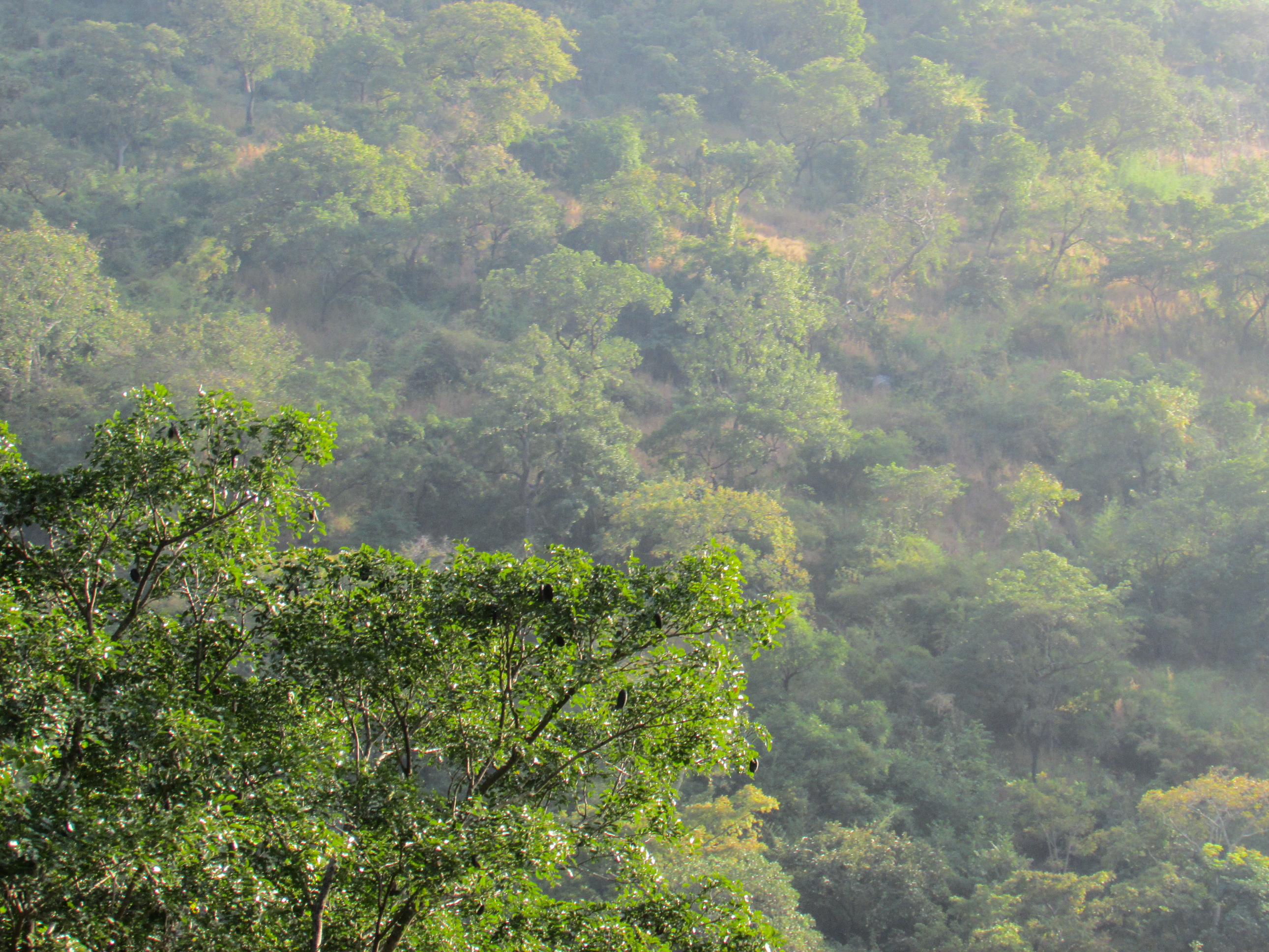
Le paysage montagneux caractéristique
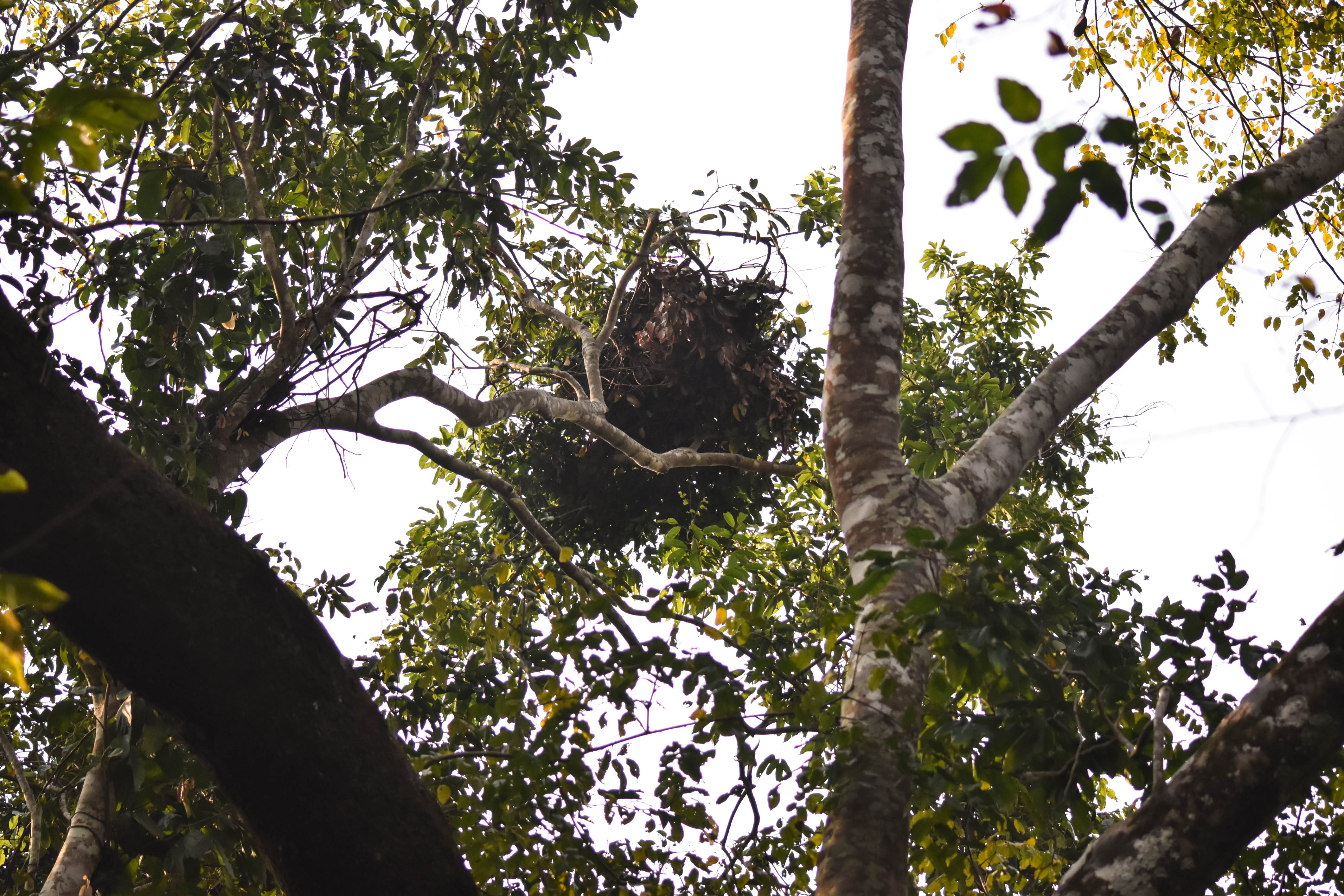
Un nid de sommeil de chimpanzé